# Lapeyrouse (Puy-de-Dôme)
Lapeyrouse é uma comuna francesa na região administrativa de Auvérnia-Ródano-Alpes, no departamento Puy-de-Dôme. Estende-se por uma área de 35,94 km². Em 2010 a comuna tinha 549 habitantes (densidade: 15,3 hab./km²).